# هرشبرگ
هرشبرگ (به آلمانی: Herschberg) یک شهر در آلمان است که در زودوستپفالتس واقع شده‌است. هرشبرگ ۹۱۴ نفر جمعیت دارد.